# Bosdarros
Bosdarros ist eine französische Gemeinde mit 969 Einwohnern (Stand 1. Januar 2022) im Département Pyrénées-Atlantiques in der Region Nouvelle-Aquitaine. Die Gemeinde gehört zum Arrondissement Pau und zum Kanton Ouzom, Gave et Rives du Neez (bis 2015: Kanton Jurançon).
Die Einwohner werden Bosdarrosiens und Bosdarrosiennes genannt. Der Name in der gascognischen Sprache lautet Lo Bòsc d’Arròs.

## Geographie
Bosdarros liegt in der historischen Provinz Béarn circa 15 Kilometer südlich und damit im Einzugsbereich von Pau.
Umgeben wird der Ort von den Nachbargemeinden:
|     | Gelos Rontignon                             | Narcastet                         |
| Gan | Kompassrose, die auf Nachbargemeinden zeigt | Baliros Pardies-Piétat Saint-Abit |
|     | Rébénacq Sévignacq-Meyracq                  | Arros-de-Nay Haut-de-Bosdarros    |

Bosdarros liegt im Einzugsgebiet des Flusses Adour.
Zuflüsse des Gave de Pau durchströmen das Gemeindegebiet,
- der Ruisseau des Bouries,
- der Soust mit seinen Zuflüssen
  - Ruisseau de Lèbe und
  - Ruisseau de Malou,
- der Nez mit seinem Zufluss
  - Ruisseau de Trébessot.

Ebenfalls fließt ein Zufluss des Luz, der Gest, mit seinen Nebenflüssen Ruisseau de l’Oustau und Ruisseau de Lacure durch das Gebiet der Gemeinde.

## Geschichte
Der Name der Gemeinde bedeutet le bois d’Arros (deutsch „Wald von Arros“) und weist auf die geografische Lage in einer waldreichen, hügeligen Landschaft hin.
Der Vicomte Gaston III., genannt Fébus, gründete den Ort im Jahre 1349 mit der Absicht, die unbewohnten Gebiete zwischen dem Gave de Pau und dem Gave d’Oloron zu besiedeln. In der Volkszählung des Béarn von 1385 wurden in Bosc d’Arros bereits 71 Haushalte gezählt, was rund 300 Einwohner entspricht, und vermerkt, dass das die Gemeinde in der Bailliage von Pau liegt. Die relativ hohe Zahl der Haushalte zeigt eine gewisse wirtschaftliche Bedeutung des Dorfes in dieser Zeit. Es gab einen Schmied, einen Müller und eine Wassermühle des Grundherrn.
Weitere Toponyme waren in der Folge le Boscq d’Arros (1538, Manuskript des 16. bis 18. Jahrhunderts) und le Boisdarros (1767, Ständeverordnung). Auf der Karte von Cassini 1750 ist Bosdarros als Bosc d’Arros eingetragen. Während der Französischen Revolution 1793 wird Bosdarros bereits in der heutigen Namensform geführt, während des Französischen Konsulats acht Jahre später als Bos-d’Arros und schließlich Bosdarros.
Im Jahre 1888 spaltete sich Haut-de-Bosdarros als eigenständigen Gemeinde ab. Das Flüsschen Gest bildet hierbei bis heute die Grenze.

### Einwohnerentwicklung
Nach einem Höchststand von fast 2000 Einwohnern in der Mitte des 19. Jahrhunderts ist die Zahl bis zu den 1960er Jahren um insgesamt rund 60 % auf etwas über 600 zurückgegangen. Seitdem hat sich der Trend aufgrund der geografischen Nähe zu Pau umgekehrt und die Einwohnerzahl stieg wieder auf über 1000.
| Jahr      | 1962 | 1968 | 1975 | 1982 | 1990 | 1999 | 2006 | 2009 | 2022 |
| --------- | ---- | ---- | ---- | ---- | ---- | ---- | ---- | ---- | ---- |
| Einwohner | 665  | 609  | 689  | 824  | 872  | 937  | 998  | 1040 | 969  |

## Sehenswürdigkeiten

### Bauwerke
Kirche, gewidmet Orientius, der Bischof von Augusta Ausciorum im 5. Jahrhundert war. Sie ist zu Beginn des 16. Jahrhunderts auf einem Nebenweg des Jakobswegs nach Santiago de Compostela errichtet worden. Aus dieser Zeit stammen die beiden gotischen Eingänge nach Norden und Osten, da die Kirche nicht wie gewöhnlich nach Osten ausgerichtet ist. Das Nordportal mit dem Kielbogen ist im Laufe der Jahrhunderte mehrfach umgearbeitet worden. Sein Gesims scheint dabei versetzt worden zu sein, die äußeren Enden der Fleurons und Fialen gekürzt. Das große Tympanon war möglicherweise mit einem Netz aus Fischblasen (französisch mouchettes) und Vierpassen (französisch soufflets) aus zwei Kreisbogen und zwei Kielbogen, deren Form an einen Blasebalg erinnert, verziert. Das kleine Tympanon ist mit zwei knienden Figuren verziert. Rechts ist ein Engel mit einem Spruchband, die linke Figur hält eine Märtyrerpalme und könnte den Schutzpatron darstellen. Eine Giebelblume krönt den Spitzbogen. Im Kircheninnern ist der Chor besetzt mit einem Altaraufsatz mit einem großen Gemälde aus dem 16. Jahrhundert, das eine Episode des Schutzpatrons zeigt, als er seine Einsiedelei in dem Moment aufgab, in dem der bisherige Bischof von Auch verstarb und er sich als seinen Nachfolger berufen sah.

### Grünflächen
Die Gemeinde ist vom Conseil national des villes et villages fleuris mit zwei Blumen ausgezeichnet. Auf dem Gebiet der Gemeinde befindet sich ein Freizeitpark und ein botanischer Pfad und weitere Spazierwege im Wald von Gerbanère (55 Hektar).

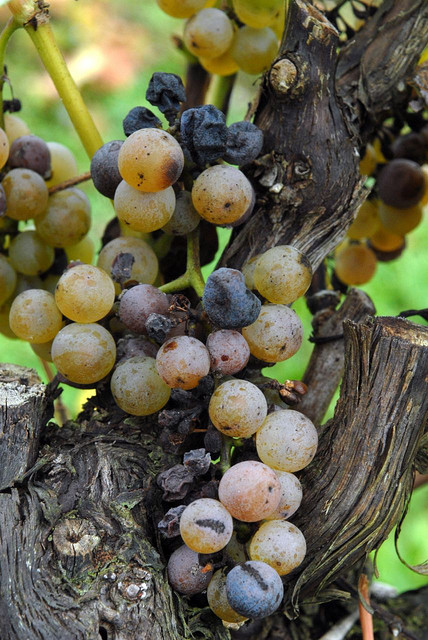
Jurançon Trauben

## Wirtschaft und Infrastruktur
Die Wirtschaft wird in erster Linie von Handel und Dienstleistungen bestimmt. Die Gemeinde liegt in den Zonen AOC der Weinbaugebiete Jurançon und Béarn und des Ossau-Iraty, ein traditionell hergestellter Schnittkäse aus Schafmilch.

### Bildung
Die Gemeinde verfügt über eine öffentliche Vor- und Grundschule mit 83 Kindern im Schuljahr 2016/2017.

### Verkehr
Bosdarros wird durchquert von den Routes départementales 24, 209, 285, 322 und 936.

## Persönlichkeiten
- Hélier Thil, geboren am 10. Februar 1881 in Bosdarros und gestorben am 29. Oktober 1946 in Nantes, war ein französischer Nationalspieler der Rugby Union. Er gewann sechsmal die französische Meisterschaft in den Jahren 1904, 1905, 1906, 1907 und 1909 und spielte in den Jahren 1912 und 1913 insgesamt sechsmal in der Nationalmannschaft.